# Łozina (gmina w województwie wrocławskim)
Łozina (do 1954 Skarszyn) – dawna gmina wiejska istniejąca w latach 1973–1977 w woj. wrocławskim (dzisiejsze woj. dolnośląskie). Siedzibą władz gminy była Łozina.
Gmina Łozina została utworzona 1 stycznia 1973 w powiecie trzebnickim w woj. wrocławskim i składała się z 15 sołectw: Bierzyce, Boleścin, Bukowina, Głuchów Górny, Godzieszowa, Kałów, Krakowiany, Łozina, Pasikurowice, Piersno, Pruszowice, Siedlec Trzebnicki, Skarszyn, Węgrów i Zaprężyn. 1 czerwca 1975 gmina weszła w skład nowo utworzonego (mniejszego) woj. wrocławskiego.
1 września 1977 gmina została zniesiona, a jej obszar włączony do gmin:
- gminy Długołęka (obszary wsi Bąków, Bierzyce, Budziwojowice, Bukowina, Godzieszowa, Kałów, Krakowiany, Łozina, Pasikurowice, Pruszowice, Ramiszów, Siedlec, Tokary, Węgrów i Zaprężyn),
- gminy Trzebnica (obszary wsi Boleścin, Głuchów Górny, Piersno i Skarszyn).